# Приозерний (парк)
Парк «Приозе́рний» — старовинний парк в старій частині міста Бровари Київської області, на межі мікрорайонів Пекарня та Геологорозвідка. Закладений в кінці XIX ст. як частина приватного маєтку. На території парку розміщене природне озеро, що становить осереддя місцевої екосистеми і відіграє важливу роль для гніздових і мігруючих водоплавних та навколоводних птахів[джерело?].

## Загальні відомості
Озеро — природне, полоща поверхні — 2,5 га. Водойма біля берегів зарощена очеретом, що є нормальним явищем для водойм такого типу.

## Історія
Територія парку належала польській родині поміщинків Фіалковських, які втекли після жовтневого перевороту 1917 року. Зі слів місцевих мешканців, дослідника Миколи Барбона, в озері парку плавали чорні та білі лебеді.

## Екологічні проблеми
З 2012 року достеменно відомо, що вілітку санітарно-епідеміологічна ситуація озера у парку не відповідає гігієнічним нормам для купання. Однак, місцеві мешканці купаються в озері. Узимку якість води для купання не встановлювалася, однак саме озеро та пляж не облаштовані для купання. Пляж не проходив паспортизацію. Тим не менше керівництво Броварів щороку 19 січня офіційно проводить традиційні купання до свята Водохреща.
12 березня 2013 року броварський міський голова Ігор Сапожко заявив, що озеро у парку планується розчистити.. "Розчистка" озера була здійснена з однією з компаній-забудовників, призвела до замулення джерел та знищення прибережної вищої водної рослинності, що унеможливило гніздування орнітофауни та нерест риби. Доля місцевої популяції ондатри також під питанням. 
У квітні 2013 року в озері зафіксовано мор іхтіофауни, а також значну забрудненість озера.. 

## Галерея

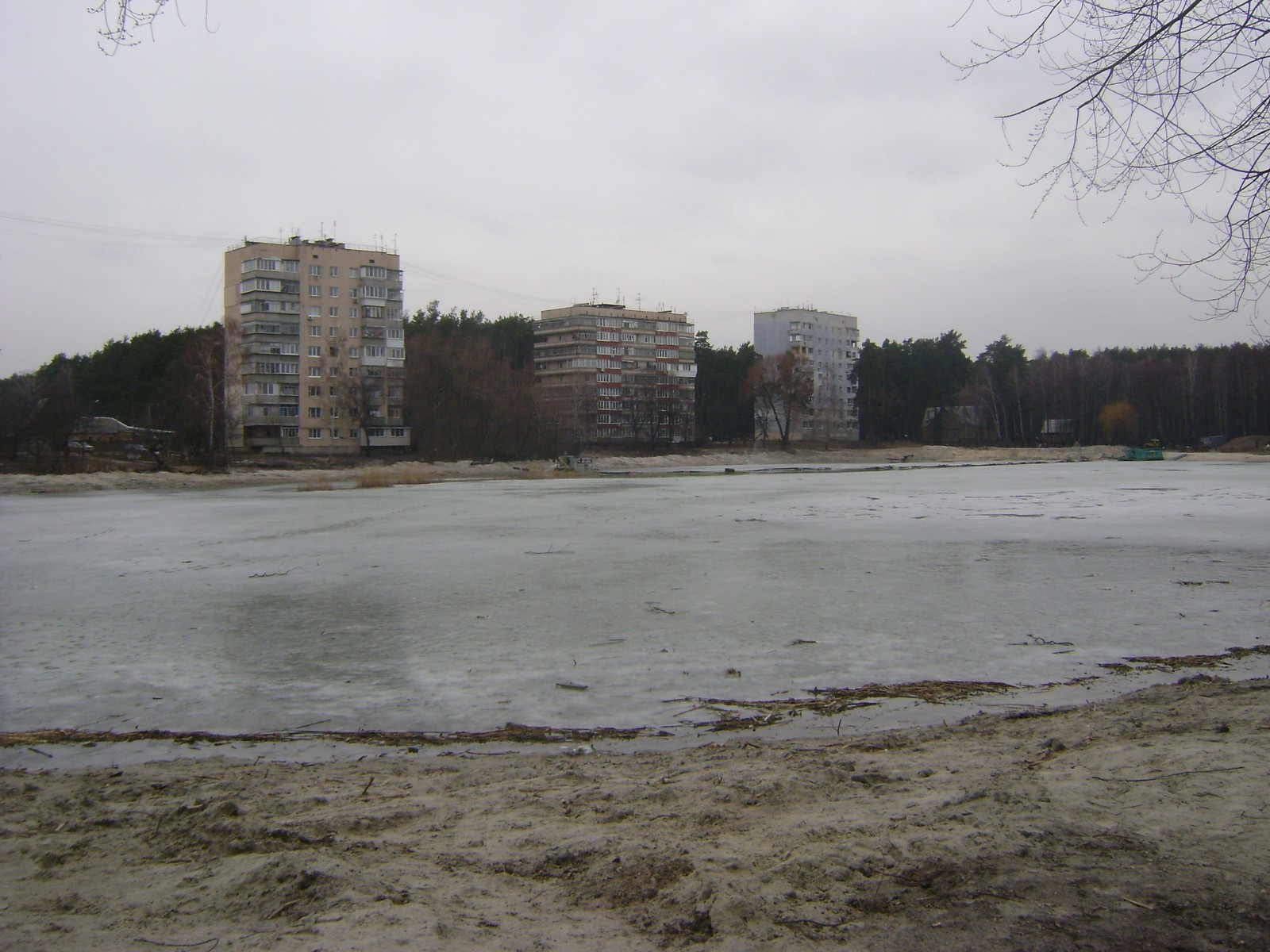
Озеро Фіалковського
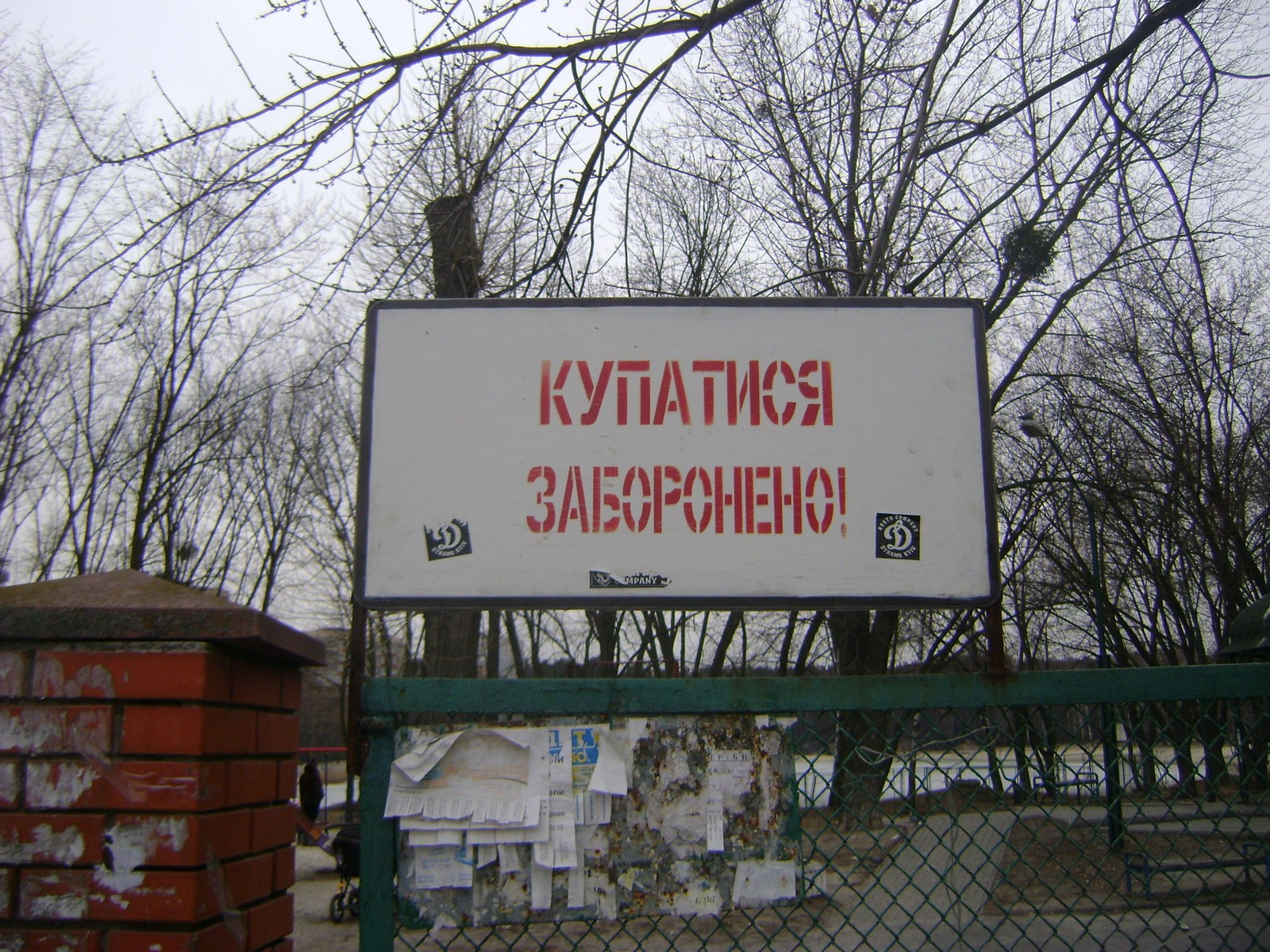
«Купатися заборонено» на вході до парку
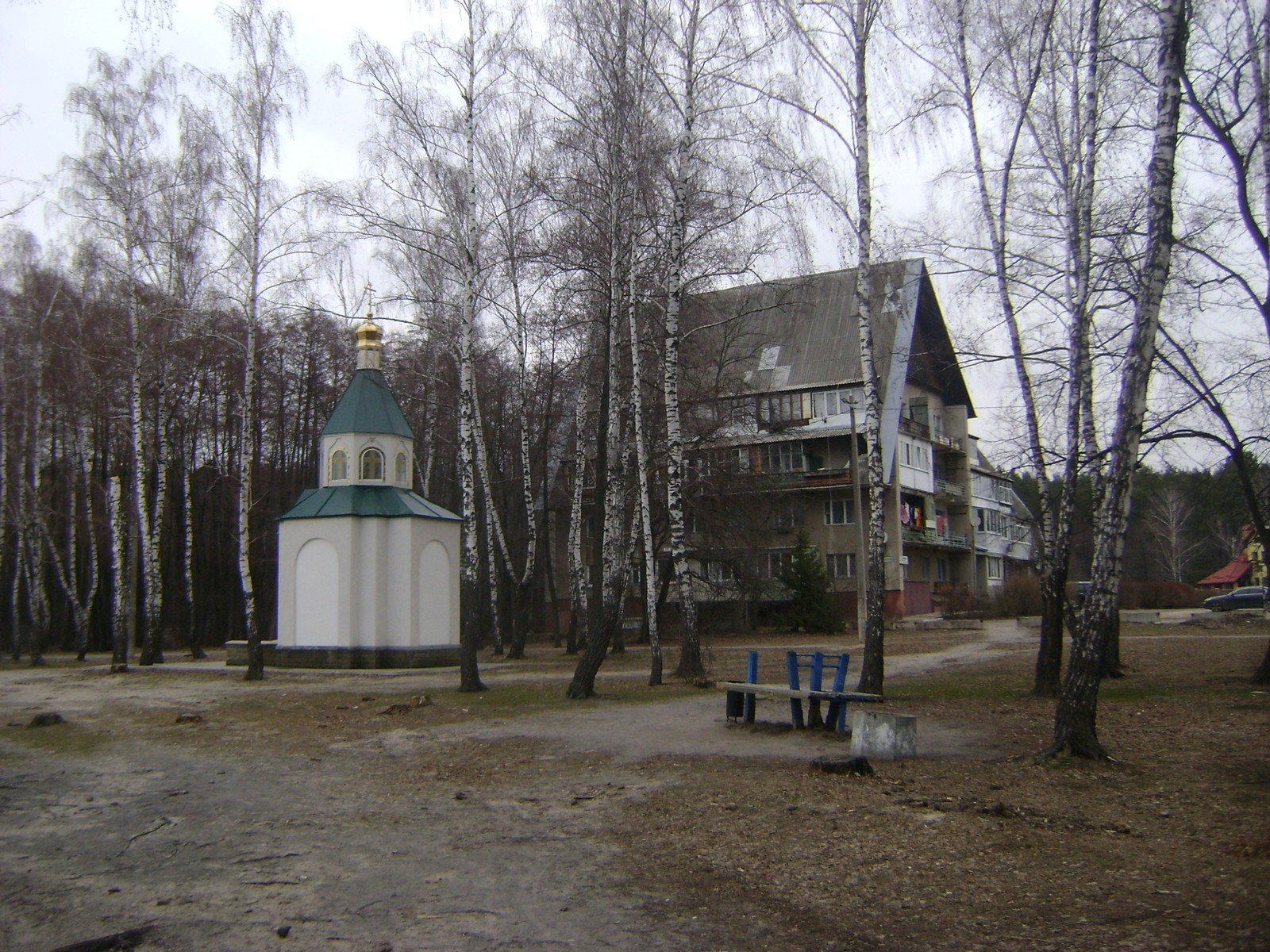
Каплиця УПЦ МП і будівля ДНЗ «Ялинка»
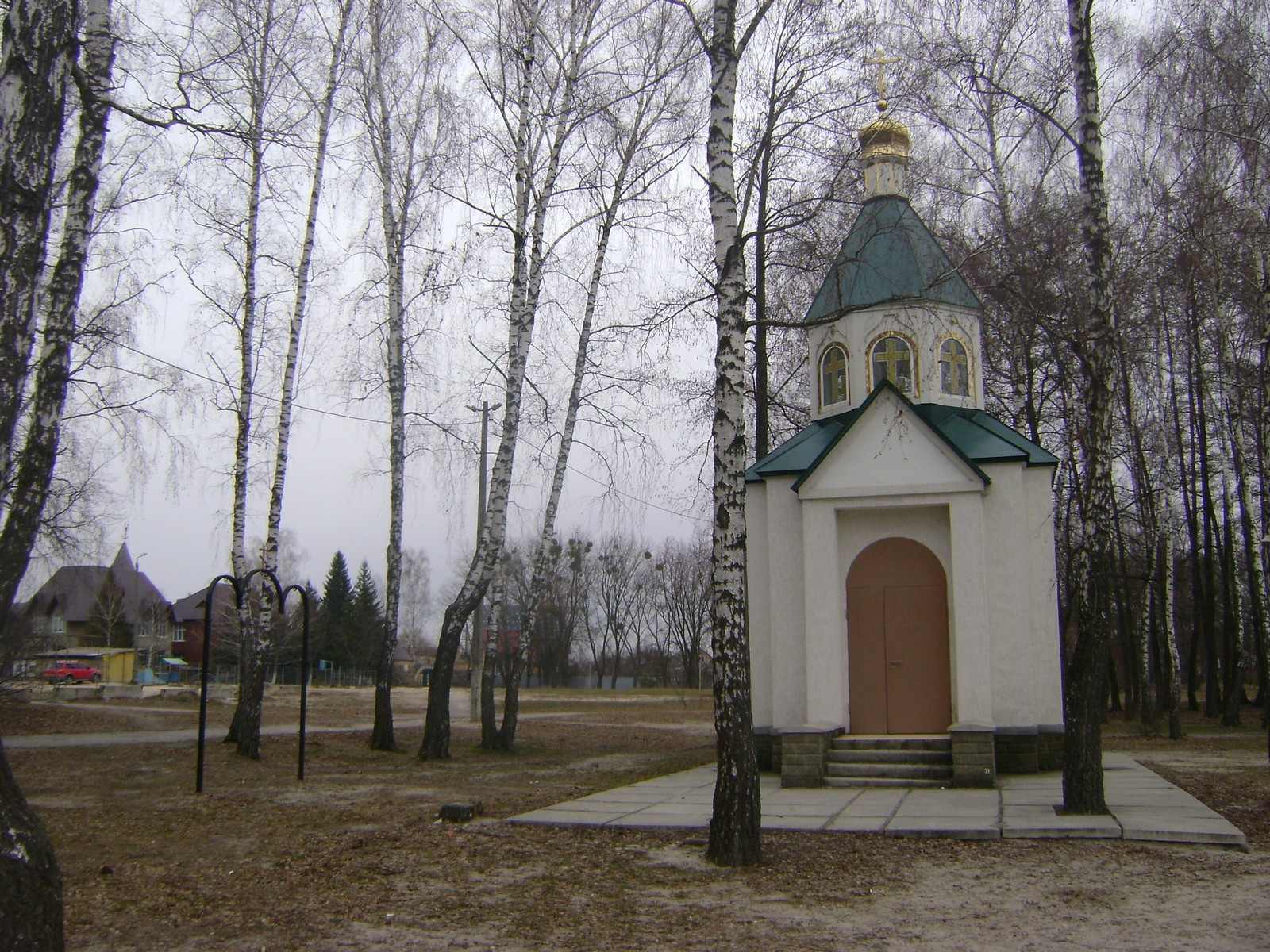
Каплиця УПЦ МП
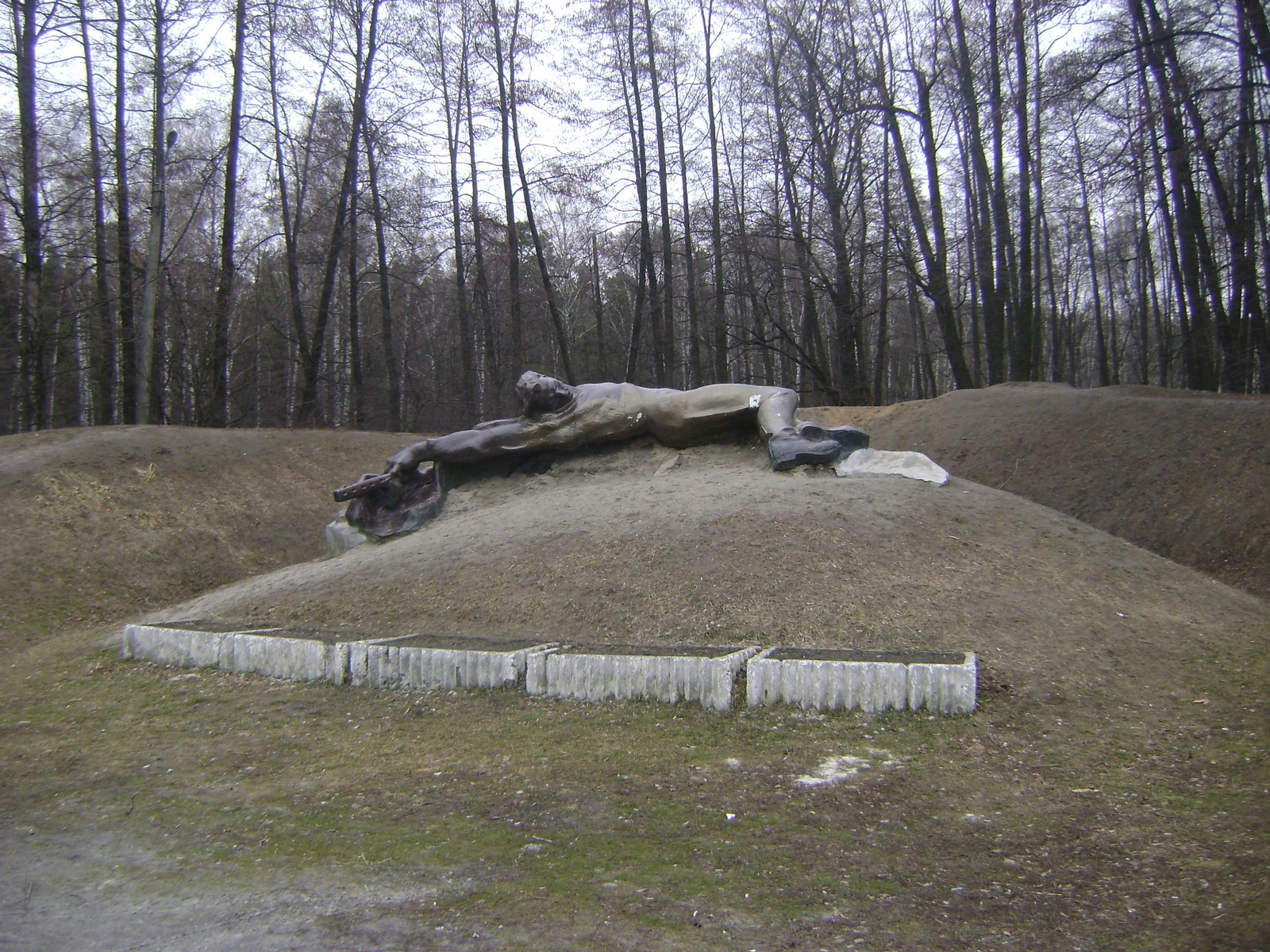
Пам'ятник формуванням Червоної армії та НКВС
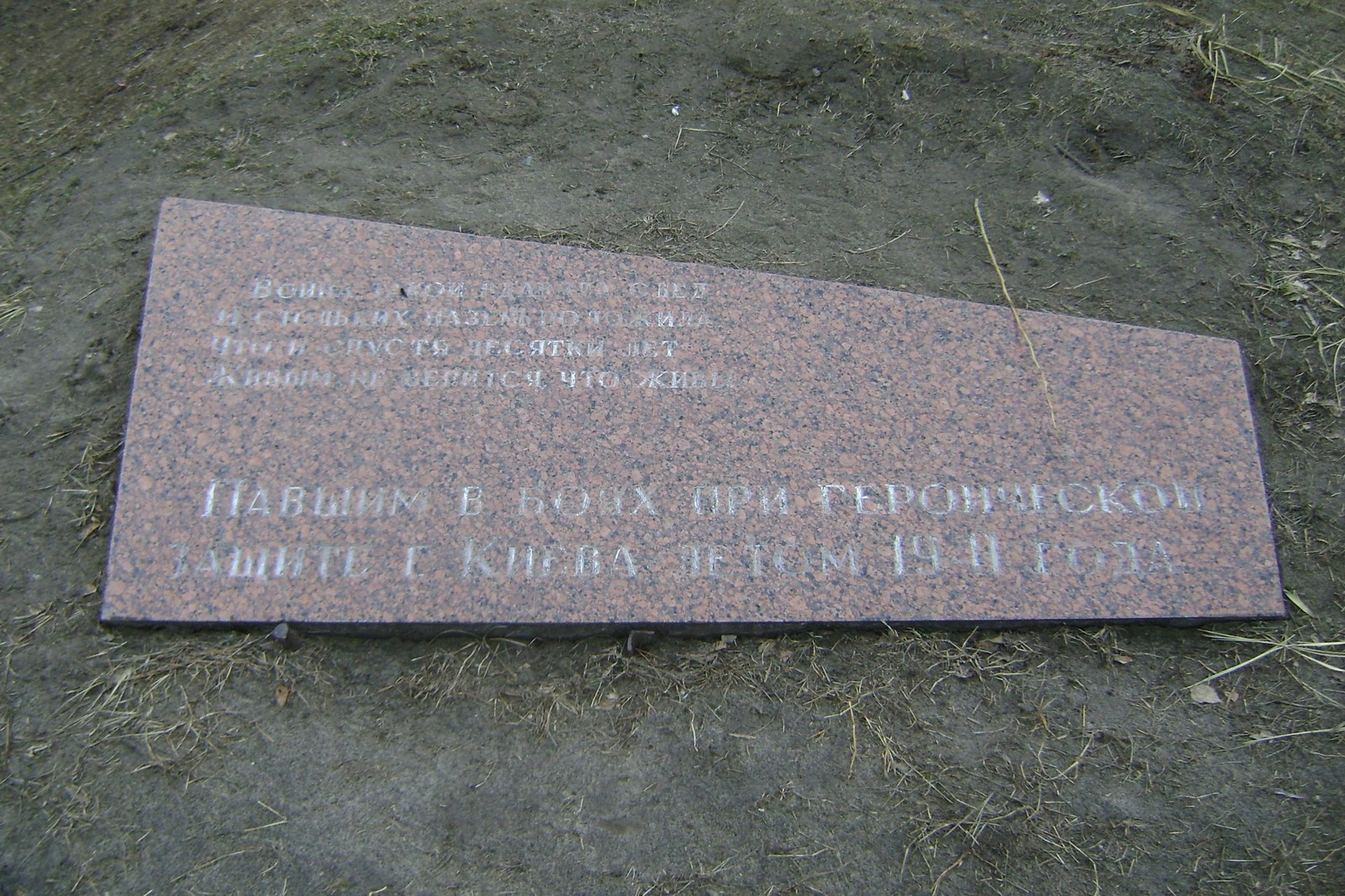
Пам'ятник формуванням Червоної армії та НКВС
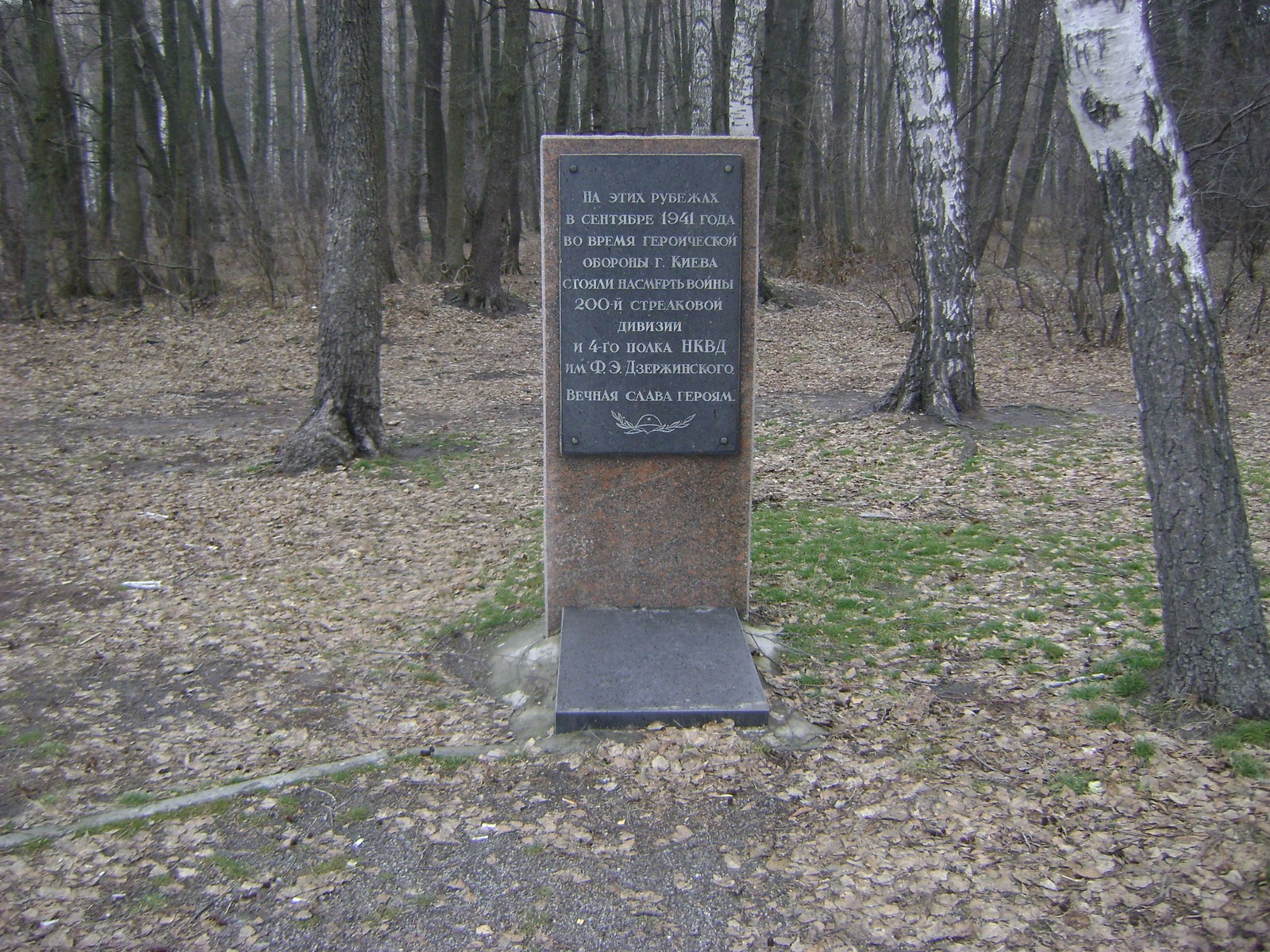
Пам'ятник формуванням Червоної армії та НКВС